# 瞿㫤
瞿㫤（？—17世紀），四川重慶府墊江縣人，明朝、南明政治人物。

## 生平
崇禎十五年（1642年）瞿㫤舉壬午科四川鄉試，崇禎十六年（1643年）聯捷進士，選授行人。隆武年間，他上疏各地情勢，得隆武帝嘉納，遷任雲南道御史，調劉承胤部隊。
永曆帝繼位，瞿㫤轉巡按四川，陞任太常少卿。永曆元年（1647年）二月，時任內江守將，前往真安和涪州道吳保泰到石砫，後與土司馬應麟降清，後事不詳。

## 引用
1. 1 2  錢海岳《南明史·卷六十四·列傳第四十》：㫤，墊江人。崇禎十六年進士。授行人。隆武初，疏陳三事：「楚則一事權，專任使，預敕重臣，以待南昌、荊、襄之復，即遣大將以鎮之。蜀則結將士，收民心，用蜀人辦蜀事。姚、黃則剿撫互用，獻忠則殲厥渠魁。滇、黔則外援鄰封，內顧門戶。但近日勳臣、土司，議論未定。其地近蜀之遵、永，楚之接界平溪、銅仁，俱宜防援。」上嘉納之。遷雲南道御史，命調劉承胤兵。
2. ↑  錢海岳《南明史·卷六十四·列傳第四十》：（永曆元年二月，內江守將）瞿㫤，先走真安，與涪州道吳保泰入石砫。已與土司馬應麟降於清。……昭宗立，巡按四川，晉太嘗少卿。